# Sake

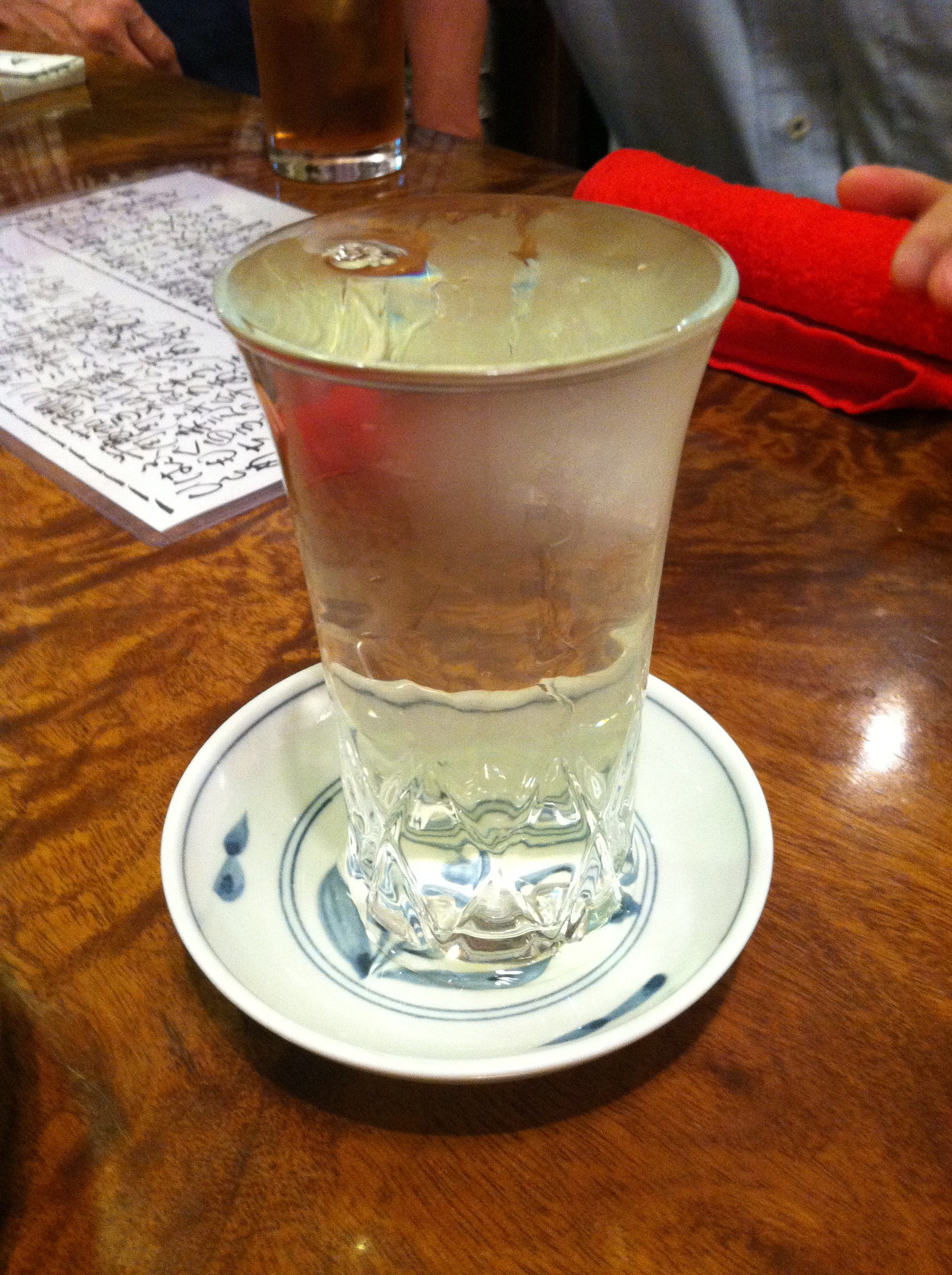
Sake in een doorzichtig glas

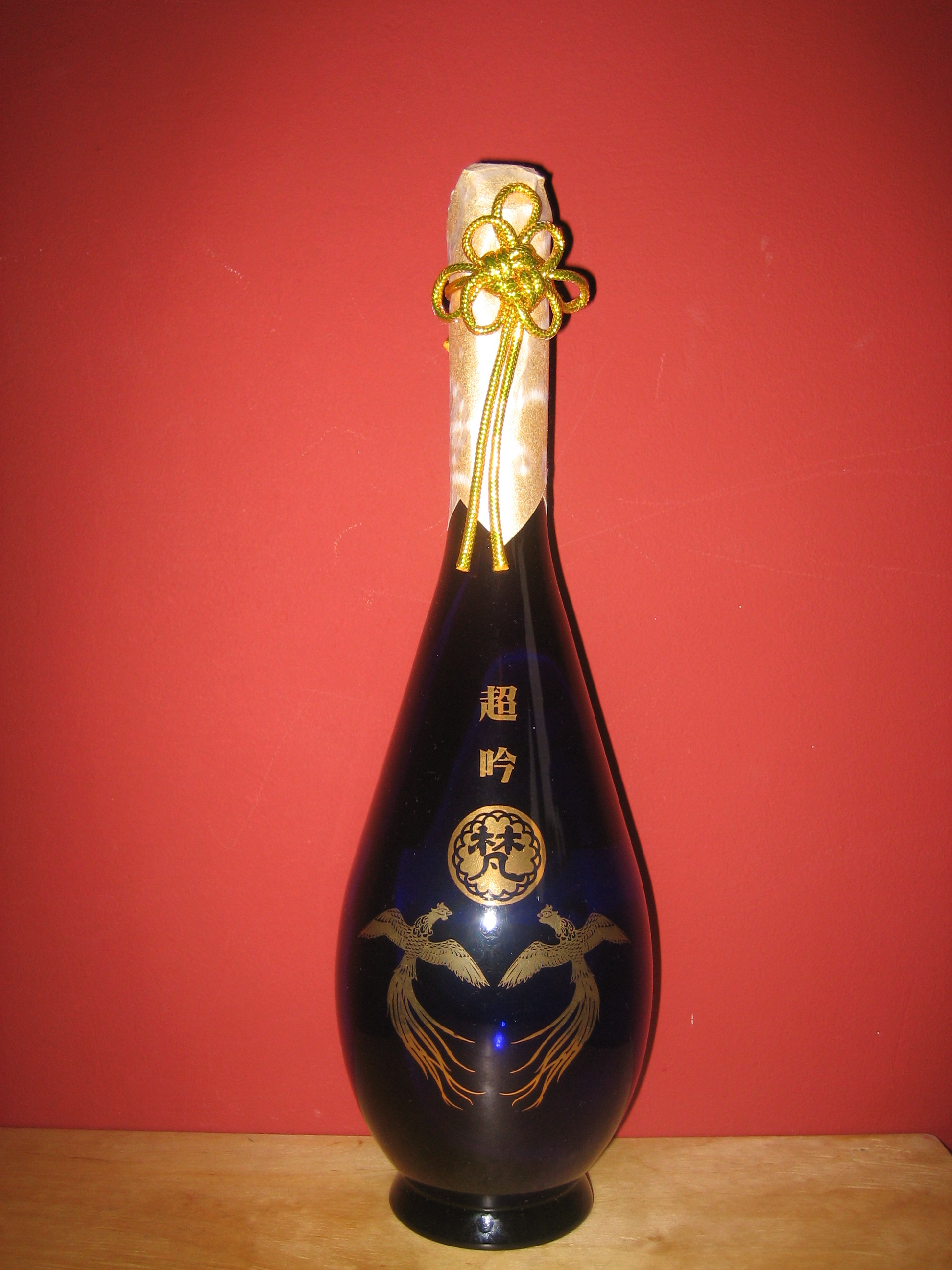
Sake in een fles

Sake (Japans: 酒, IPA: [sa'kɛ]) is een Japanse alcoholische drank gemaakt van rijst.  
Het wordt ook wel rijstwijn of rijstewijn genoemd, hoewel sake geen wijn is. Officieel heet sake gemaakt van rijst in Japan seishu (清酒; "klare alcohol"). Een titel die het Japans nationaal onderzoeksbureau voor het brouwen van sake in 1973 geïntroduceerd heeft en die tegenwoordig vaker gebruikt wordt is nihonshu (日本酒; "Japanse alcohol").
Al vele eeuwen wordt deze drank in Japan geproduceerd door onder andere fermentatie van rijst en water. Het alcoholpercentage ligt doorgaans rond de 5 tot 19%. Er bestaan diverse categorieën sake, waarbij een belangrijk onderscheid wordt gemaakt tussen soorten sake waaraan alcohol wordt toegevoegd en soorten waarbij dit niet het geval is. 
Sake kan zowel koud, op kamertemperatuur, warm als heet gedronken worden. Dit is afhankelijk van de soort sake en het doel dat de brouwer heeft met zijn sake.  

## Geschiedenis

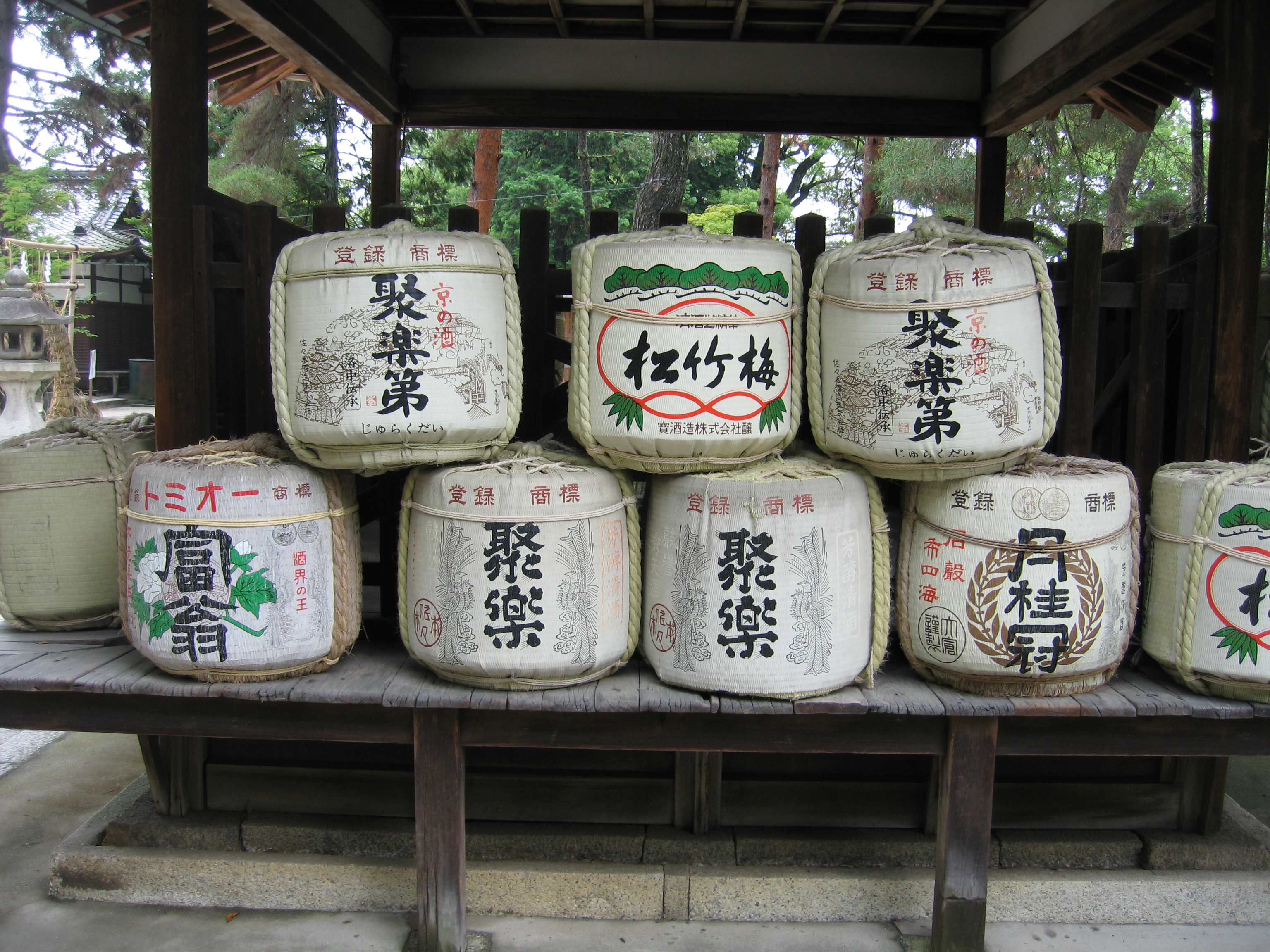
Sake-vaten

De oorsprong van sake is niet goed gedocumenteerd en er bestaan talrijke theorieën over de ontdekking ervan. De eerste bron over alcoholgebruik in Japan vindt men in de Kroniek van de Drie Rijken.
Sake gemaakt van rijst komt het eerst voor in Japan, wanneer 300 v.Chr. rijst vanuit Korea en China wordt gebracht. Daarvoor werd er al sake gemaakt van noten die werden gekauwd en in een pot gespuugd. De enzymen in het speeksel zetten het zetmeel om naar suiker. Het geheel liet men over aan natuurlijke fermentatie. Deze vroege vorm van sake noemt men kuchikami sake (口噛み酒; "Met de mond gekauwde sake"). Het had een laag alcoholpercentage en men at het waarschijnlijk als een pap met behulp van een soort pincet.
Door voortdurend te experimenteren en dankzij uit China geïmporteerde technieken behaalde men doorheen de Heianperiode in de 7e eeuw na Christus sake van een veel hogere kwaliteit. Omstreeks 700 na Christus begon men met brouwen van sake door rijst te stomen en hem vervolgens te laten vergisten. Dit proces wordt vlak voor 1600 vervolmaakt door het brouwen van sake in drie stappen te laten plaatsvinden, waardoor het alcoholpercentage vergelijkbaar is met het huidige alcoholpercentage en de kans op verzuring vermindert. Men had op dat ogenblik al 200 jaar koji-kin (met de wetenschappelijke naam Aspergillus oryzae (麹菌)) kunnen isoleren, een soort schimmel die zorgt voor de omzetting van zetmeel naar suiker. Het gebruik van koji-kin verving het oude kauwproces. Rijst met koji-kin heet kome-kōji (米麹; "gemoute rijst"). Hier voegt men een gistmengsel genaamd shubo (酒母) aan toe. Dit dient om de suikers om te zetten tot ethanol. Dit proces zorgt voor een zeer sterke verhoging van het alcoholgehalte in de sake. De omzetting van zetmeel tot suikers, die vervolgens omgezet worden tot alcohol, is één proces dat zich tegelijk afspeelt.
Koji-kin werd waarschijnlijk bij toeval ontdekt en wordt ook gebruikt bij het maken van amazake (een traditioneel Japanse lekkernij), miso (een pasta van gefermenteerde sojabonen) en sojasaus. Uiteindelijk genoot sake een hoge populariteit dat men het ook in het Keizerlijke Paleis in Kyoto (de toenmalige hoofdstad) begon te brouwen. Het brouwen van sake werd als kunst beschouwd en steeds meer nieuwe technieken werden ontdekt.
De rijst die men gebruikte was bruine rijst die voor 8 à 10 procent handmatig gepolijst was, waardoor het bruine kaf verdween zodat men de witte kern kon gebruiken voor het brouwen. Polijsten werd vanaf 1784 door watermolens gedaan, waarbij er 20 à 25 procent van de rijst weggepolijst werd. In 1840 ontdekte men het belang van water en toen in 1895 voor het eerst gist geïsoleerd werd had men alle grondstoffen zoals we die nu kennen te pakken.
Tijdens de Meiji-restauratie werden er wetten geschreven die toelieten dat iedereen die genoeg geld en kennis bezat zijn eigen sakebrouwerij mocht oprichten. Gedurende één jaar ontstonden er 30.000 sakebrouwerijen doorheen heel Japan. Dit getal verminderde uiteindelijk tot 8.000 nadat de overheid geleidelijk aan de belastingen verhoogde. De meeste brouwerijen die bleven, waren van rijke landheren. Eigenaars van rijstvelden die rijst overhadden op het einde van het seizoen stuurden de rijst naar hun brouwerijen om zo verspilling te voorkomen. De succesvolste van deze brouwerijen bestaan tot op heden.
Gedurende de 20e eeuw zagen brouwtechnieken verdere verbeteringen. De overheid opende in 1904 een onderzoeksinstituut voor sake en in 1907 vond de eerste sakeproeverij plaats. Men ging over van houten vaten waarin de sake vervoerd werd naar flessen. De houten tonnen, waarin sake werd gebrouwen, werden vervangen door geëmailleerde stalen tanks. Deze waren gemakkelijk schoon te maken, konden effectief gesteriliseerd worden en vergingen niet, in tegenstelling tot houten tonnen. De houten tonnen absorbeerden ook ongeveer 3% van de sake, een probleem dat geëmailleerde stalen tanks oplosten.
Gedurende de Russisch-Japanse Oorlog vomden de belastingen op commercieel gebrouwen sake 30% van de gehele belastinginkomsten van de overheid.
In de Tweede Wereldoorlog begon men extensief alcohol toe te voegen tijdens het brouwproces, een proces dat voortduurde na de oorlog. Het was zeer moeilijk om gedurende die tijd sake te produceren, aangezien rijst eerder nodig was als voeding voor het leger en er een tekort aan rijst ontstond. 
In de periode na de oorlog nam het brouwen van sake enorm toe en kende zijn hoogtepunt in 1973. Er was veel concurrentie met westerse alcoholische dranken die zeer populair werden in Japan. In de jaren zestig werd de consumptie van bier voor het eerst groter dan die van sake en sindsdien bleef de consumptie van sake dalen. In de jaren na de oorlog waren er ook kleine en lokale brouwerijen die, weliswaar duurder dan de grote producenten, hun eigen afzetmarkt hadden. Deze gingen zich concentreren op verbetering van sake. Toen in 1973 de sake-bel spatte begonnen de lokale sakebrouwerijen, bekend onder de naam jizake (地酒), aan hun opmars. Terwijl sake steeds populairder wordt in de rest van de wereld, stijgt ook in Japan de consumptie van sake weer een aantal jaren. Er zijn ongeveer 1000 brouwerijen actief.

## Brouwproces
Sake wordt gemaakt in een aantal stappen. Allereerst begint men met het maken van koji (麹), een voorbereidsel van gestoomde rijst en koji-kin (麹菌, "Aspergillus oryzae"). Vervolgens maakt men met behulp van de koji, gestoomde rijst, gist, water en melkzuur (99% van alle sake) in een kleine tank een giststarter. Na een periode van twee weken (traditionele sake rond de vier weken) heeft dit mengsel, genaamd shubo of moto (酛), een enorm concentraat aan gistcellen. Men doet deze giststarter vervolgens in een grote tank met een kleine hoeveelheid koji, gestoomde rijst en water. De derde dag verdubbelt men de inhoud met opnieuw een hoeveelheid water, koji en gestoomde rijst om op de vierde dag deze inhoud opnieuw te verdubbelen. De vergiste vloeistof wordt vervolgens geperst en gefilterd waarna deze meestal een lagering ondergaat. Bij de botteling vindt er meestal pasteurisatie plaats.
Sake ontstaat door meervoudige parallelle fermentatie van gepolijste rijst. Door de rijst te polijsten verwijdert men het bruine kaf met overbodige eiwitten en vetten van de witte kern. De "meervoudige fermentatie" verwijst naar de meerdere stappen in het fermentatieproces. Het zetmeel wordt omgezet tot suiker, die dan weer door de gist wordt omgezet tot alcohol. Dit proces is gelijkaardig aan het brouwen van bier. Er zijn echter twee grote verschillen. Bij het brouwen van sake zorgt de schimmel genaamd Aspergillus oryzae (koji) voor de enzymen die nodig zijn voor de zetmeelomzetting. Bij het brouwen van bier komen de enzymen uit de mouten zelf. De fermentatieprocessen gebeuren bij sake allemaal tegelijkertijd en in één stap. Bij bier gebeuren ze afzonderlijk en in opeenvolgende stappen.
Een sakebrouwerij in Japan heet kura (蔵; "magazijn") en een meester-sakebrouwer heet tōji (杜氏). Tōji genieten een hoog aanzien in de Japanse samenleving en het brouwen van sake wordt gezien als een soort kunst.

### Typen sake ingedeeld naar brouwproces

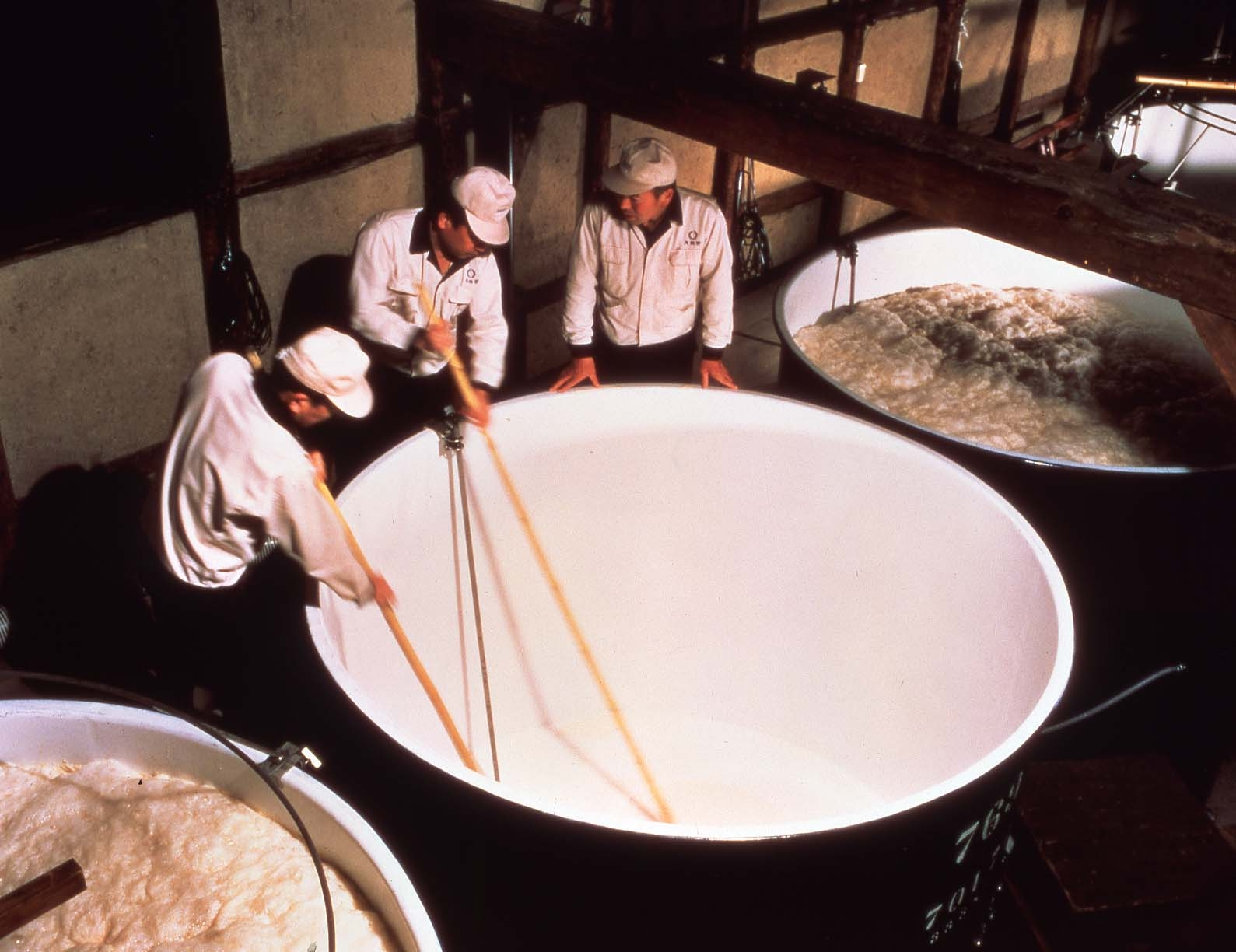
Moromi (醪 of 諸味)

Voor het brouwen van sake heeft men een giststarter nodig. Deze zal ook bepalen wat voor soort sake wordt gemaakt. Er zijn verschillende manieren om een giststarter te maken:
Kimoto (生酛)de traditionele manier van het maken van de giststarter zoals deze voor begin 1900 door bijna alle brouwerijen werd gedaan.
Yamahai (山廃)een traditionele manier van het maken van de giststarter, die geïntroduceerd werd in de vroege 20e eeuw, waarbij men de giststarter voor een maand overlaat aan verzuring. Deze methode was oorspronkelijk ontwikkeld om het productieproces te versnellen. Tegenwoordig wordt hij gebruikt om een hogere zuurtegraad en complexere smaken te verkrijgen.
Sokujō (速醸, "snel brouwen")de moderne manier van het maken van de giststarter, waarbij men een kleine hoeveelheid melkzuur toevoegt aan de giststarter om het productieproces te versnellen. Sokujō heeft een meer heldere smaak vergeleken met kimoto of yamahai.
Kōontōka (高温糖化, "versuikering op hoge temperatuur")een versnelde variant van de sokujōmethode.
Bodaimethodede oudste methode die recentelijk nieuw leven is ingeblazen. De bodaimethode zorgt voor een natuurlijke ontstaan van melkzuur in de giststarter.
Door een starterscultuur te creëren zorgt men voor een hogere kwaliteit. De starterscultuur genaamd moto (酛) wordt opgeslagen in een temperatuur rond de 5-10 °C, wat ervoor zorgt dat de melkzuurmicro-organismen dominant worden in de cultuur. Melkzuur is belangrijk voor de smaak en verhindert ongewenste bacteriën. De rijst, kōji en water worden in drie afzonderlijke stappen toegevoegd. Dit mengsel krijgt de naam moromi (醪 of 諸味), waarvan de massa groeit bij elke stap.
Vlak voor het persen van de sake komt een tweedeling. Op dat ogenblik kan alcohol worden toegevoegd aan de vergiste massa. Aan de hand van of er alcohol wordt toegevoegd, hoeveel en of er nog andere stoffen worden toegevoegd kan sake worden ingedeeld in:
- Sanzōshu, in de westerse wereld bekend onder de naam triple sake (tegenwoordig verboden in Japan).
- Futsushu, algemene sake, ook wel gewone sake genoemd.
- Tokutei Meishoshu, kwaliteitssake.

Na het filteren van de sake, wat verplicht is, anders mag het wettelijk geen sake genoemd worden, is er een heldere drank over. Uitzonderingen hierop zijn:
- Ori-sake, sake waarbij het depot dat gevormd is een paar weken na het persen mee wordt overgeheveld. De fles wordt geschud voor consumptie waardoor het depot meegedronken wordt.
- Nigori-sake, een sake die vergelijkbaar is met de vroegere thuisgebrouwen sake. Sake bevat, afhankelijk van wat voor soort filter is gebruikt, iets tot veel depot. De fles dient geschud te worden voor consumptie, waardoor er een melkwitte substantie ontstaat.
- Muroka-sake, een sake die niet is gefilterd met koolstoffiltering.

Hierna wordt sake gepasteuriseerd. De ontdekking van het chemische proces van pasteuriseren wordt toegeschreven aan Louis Pasteur. Sake werd in China echter al een kleine duizend jaar verhit, in Japan gebeurde dit al driehonderd jaar voordat Pasteur het pasteuriseren ontdekte. Een paar jaar nadat pasteuriseren werd ontdekt volgt ook de eerste westerse wetenschappelijke publicatie over het brouwproces van sake. Niet alle sake wordt nu gepasteuriseerd, uitzonderingen zijn: 
- Hon Nama-sake, sake die niet is gepasteuriseerd.
- Nama Chozo-sake, de sake wordt pas gepasteuriseerd voor de afbotteling.
- Nama Zume-sake, de sake wordt gepasteuriseerd na het persen.

Hierna wordt de sake gelagerd. Dit vindt vaak plaats in grote tanks bij lage temperaturen. Meestal duurt de lagering een half jaar tot zelfs twee jaar. Niet alle sake wordt gelagerd, anderzijds is er ook sake die juist lang gelagerd wordt. 
- Shibori Tate-sake, Shinshu-sake en Shibori-sake zijn niet gelagerd, maar wel gepasteuriseerd.
- Shinshu-sake en Shibori-sake overlappen elkaar bijna volledig.
- Koshu-sake, gelagerde sake, is vaak van hoog niveau. Vaak doet de smaak aan een mooie, oude sherry denken.
- Jukusei-sake, een lichtere vorm van gelagerde sake.

Nu volgt er een toevoeging van water om de sake zijn uiteindelijke alcoholpercentage te geven. Sake heeft na natuurlijke vergisting een alcoholpercentage dat rond de zeventien à negentien procent ligt. Water voegt men toe om sake een alcoholpercentage te geven van rond de zestien procent. Veel exportsake zoals sake uit Amerika geeft men een alcoholpercentage beneden de vijftien procent omdat dit de sake goedkoper maakt voor import. Positieve uitzondering is sake waarvan de sakebrouwerij wil dat het toegankelijk is voor iedereen, zoals sake voor speciale gelegenheden. Dit is vaak Kimpun-sake, ofwel sake met echt bladgoud. Uitzondering van watertoevoeging:
- Genshu-sake, sake waaraan geen water is toegevoegd.

Nu volgt de uiteindelijke pasteurisatie en botteling. Opnieuw zijn er uitzonderingen die door elkaar heen lopen:
- Nama Zume-sake, sake die niet gepasteuriseerd wordt voor het bottelen.
- Hiya Oroshi, sake die men niet pasteuriseert voor de botteling, omdat deze plaatsvindt in de koude periode van het jaar.
- Kimpun-sake (of Kinpun-sake), een speciale sake met bladgoud. De sake bevat vierentwintig karaats bladgoud dat geconsumeerd kan worden. De sake wordt bij speciale gelegenheden gedronken of gegeven als cadeau. Het is een zeldzame sake van vaak hoge kwaliteit. Het goud wordt in de fles gedaan voor de botteling.

## Soorten sake

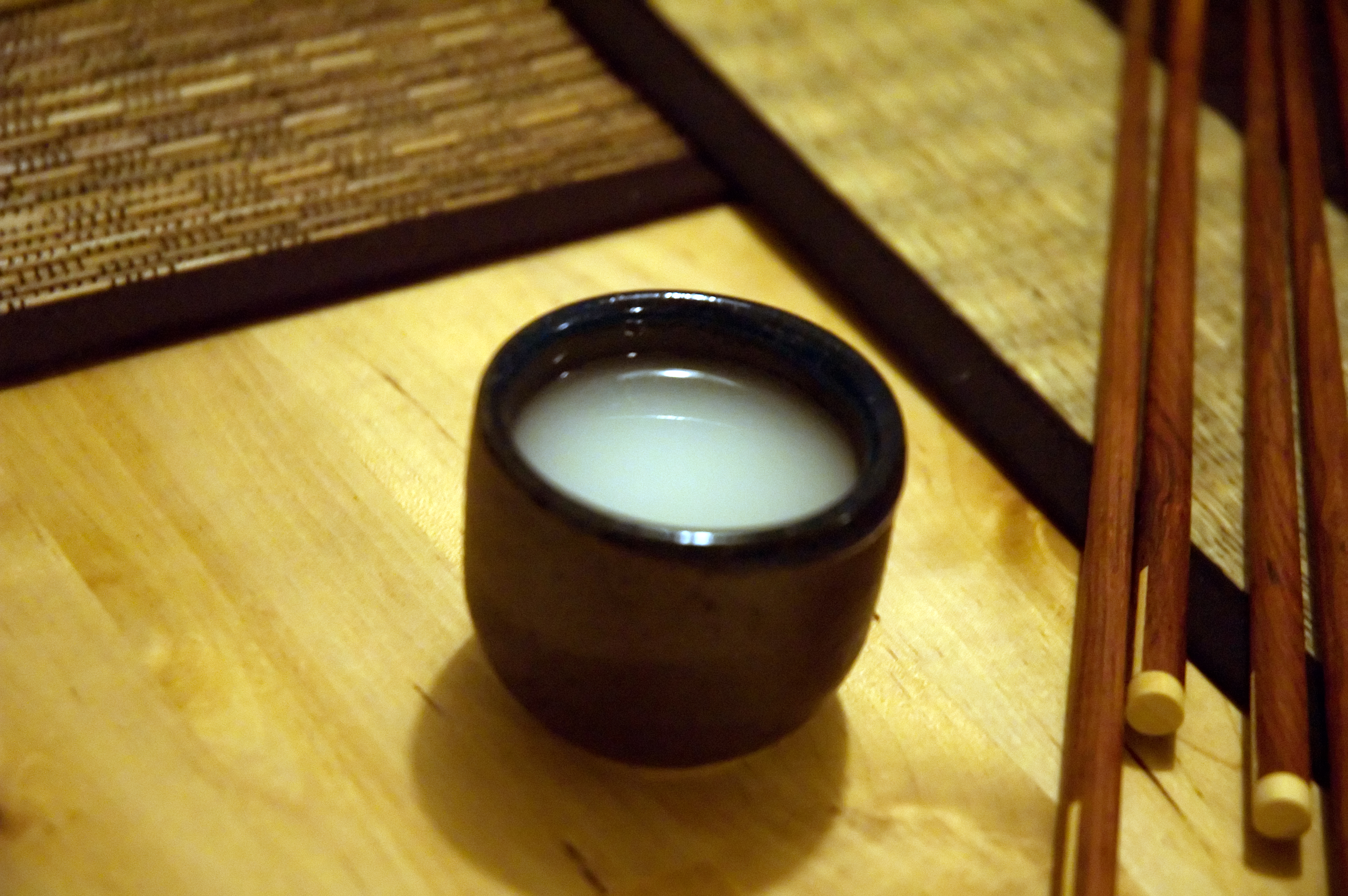
Ochoko (お猪口) gevuld met Nigorizake (濁り酒)

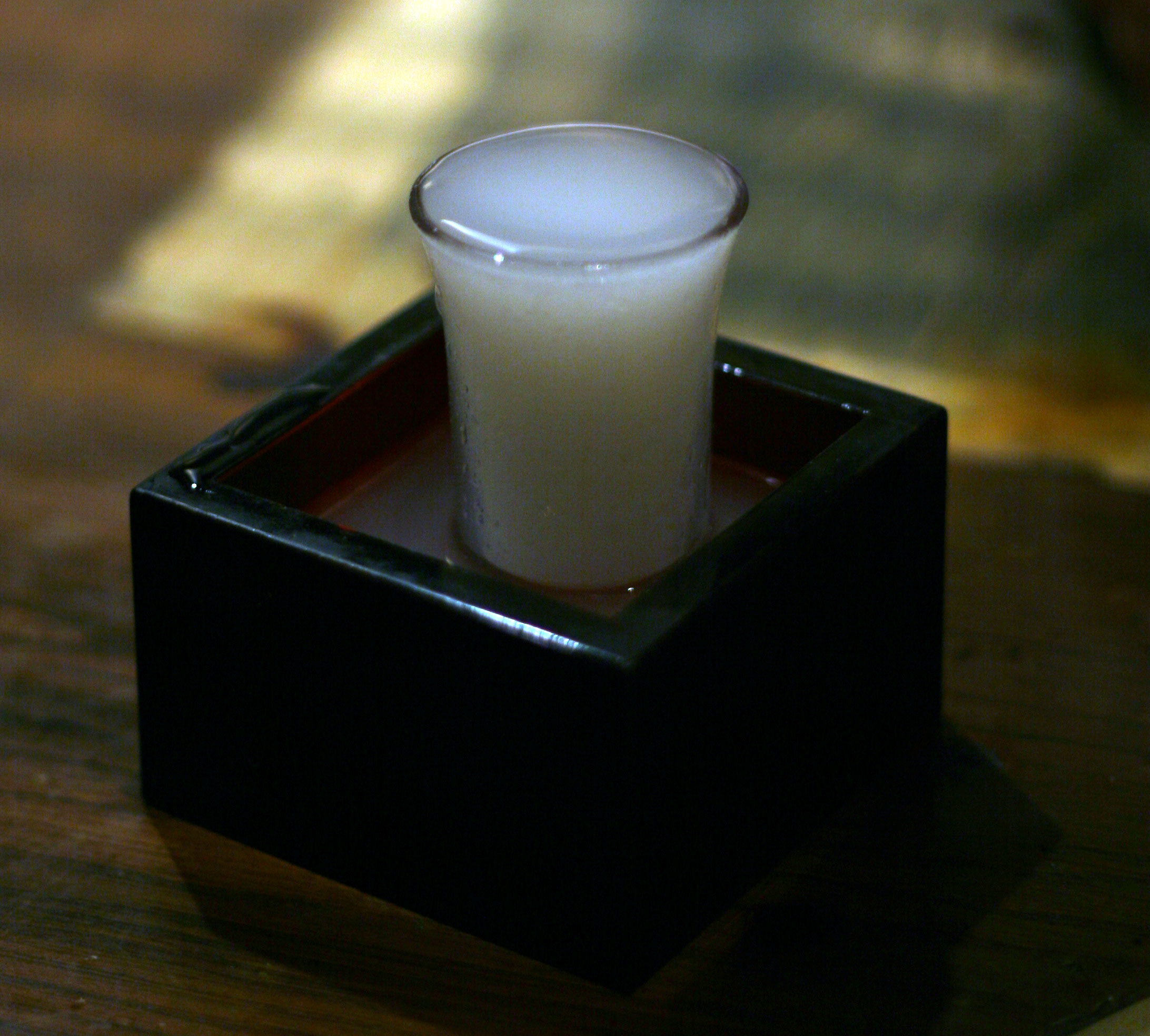
Nigorizake (濁り酒), oftewel troebele sake

Sake kan grofweg worden ingedeeld in twee soorten: bulksake en kwaliteitssake. Bulksake is sake waaraan veel extra alcohol is toegevoegd. Erg bekend bij deze groep sake is de triple sake. Dit is een soort sake dat vaak warm gedronken wordt en waarvan de naam afgeleid is van de bereidingswijze. Wanneer deze sake klaar is voor het persen wordt er alcohol, glucose en water aan toegevoegd zodat de hoeveelheid sake driemaal zo groot wordt. Zo'n 70% van de sake voldoet niet aan de zware eisen van Japanse kwaliteitssake en valt onder de noemer futsū-shu (普通酒; "gewone sake"). Natuurlijk betekent dit niet dat alle bulksake triple sake is en dat deze soorten niet lekker kunnen zijn. Kwaliteitssake, oftewel tokutei meishō-shu (特定名称酒; "sake met specifieke benaming"), vormt 30% van de markt en is in te delen in twee groepen: sake waarbij een kleine hoeveelheid alcohol is toegevoegd en de rijstkorrel voor minimaal 30% is weggepolijst en sake waarbij de alcohol puur door rijstfermentatie is ontstaan.
De allerhoogste kwaliteiten worden verder van speciale Sake-rijst gemaakt. 
De eerste groep kent, voornamelijk afhankelijk van de mate van polijsten van de rijstkorrel, de volgende indeling van laag naar hoog: 
- Honjōzō (本醸造). Rijst is in gewicht minstens 30% weggepolijst.
- Tokubetsu Honjōzō (特別　本醸造). Dit is een betere soort honjōzō, maar deze voldoet vaak niet aan alle normen om hem ginjō te noemen, of de sakebrouwerij wil hem geen ginjō noemen.
- Ginjō (吟醸). Rijst is in gewicht minstens 40% weggepolijst.
- Daiginjō (大吟醸). Rijst is in gewicht minstens 50% weggepolijst.

De tweede groep kent (opnieuw), voornamelijk op basis van het wegpolijsten rondom de kern van de rijstkorrel, de volgende kwaliteiten: 
- Junmai (純米, "pure rijst"). Er is geen alcohol toegevoegd. Tot 2004 moest bij een junmai minimaal 30% in gewicht van de rijstkorrel worden weggepolijst.
- Tokubetsu junmai (特別純米). Minimaal 30% in gewicht van de rijstkorrel is weggepolijst, vaak meer, maar deze sake voldoet vaak niet aan alle normen om het junmai ginjō te noemen, of de sakebrouwerij wil het die titel niet geven.
- Junmai Ginjō (純米　吟醸). Minimaal 40% in gewicht van de rijstkorrel is weggepolijst.
- Junmai Daiginjō (純米　大吟醸). Minimaal 50% in gewicht van de rijstkorrel is weggepolijst.

Bovendien bestaan er nog andere termen om sake te beschrijven:
- Kuroshu (黒酒, "zwarte sake"), sake gemaakt van ongepolijste rijst.
- Koshu (古酒, "oude sake"), gelagerde sake. De meeste sake is hier niet geschikt voor, maar deze speciaal bereide sake kan tientallen jaren lang lageren, wat de sake geel doet uitschijnen en een zoetere smaak veroorzaakt.
- Taruzake (樽酒), sake gelagerd in tonnen van Japans cederhout genaamd sugi (杉). De ton zorgt voor de pittige smaak van deze sake. Taruzake verwijst ook naar sakevaten die opengebroken worden bij speciale gelegenheden.
- Seishu (清酒, "klare sake"), de officiële naam voor Japanse sake. Nigorizake en doburoku horen niet bij deze term.
- Shizuku-dori (雫取り), sake die gescheiden is van droesem zonder externe druk.
- Shiboritate (搾立て), sake waarbij men de traditionele rijping van zes maanden overslaat. Het resultaat is vaak een zuurdere en groenere sake.
- Namazake (生酒), een niet-gepasteuriseerde sake. Het heeft een gekoelde berging nodig en gaat niet zo lang mee als gepasteuriseerde sake.
- Genshu (原酒), niet-verdunde sake. De meeste sake wordt na het brouwen verdund om het alcoholgehalte te verlagen van 18-20% naar 14-16%. Bij genshu is dit niet het geval.
- Muroka (無濾過), ongefilterde sake. Deze sake wordt niet gefilterd met actieve koolstof, maar wel gescheiden van de droesem, waardoor het klaar is en niet troebel. Door geen filtratie toe te passen behoudt de sake een sterkere geur en smaak, in tegenstelling tot gefiltreerde varianten.
- Nigorizake (濁り酒), is een sake die door een minder fijnmazige filtratie droesem bevat die voor een witte, troebele kleur zorgt. De naam voor deze droesem is kasu (粕).
- Amazake (甘酒), een traditionele, zoete Japanse drank met een laag alcoholgehalte gemaakt uit gefermenteerde rijst.
- Doburoku (濁酒), thuis gebrouwen sake die gemaakt wordt door kōji-kin (麹菌, "Aspergillus oryzae") toe te voegen aan gestoomde rijst en water en dit mengsel te laten fermenteren. Het resultaat is gelijkaardig aan nigorizake, maar met meer brokken. Thuis brouwen is illegaal in Japan.
- Jizake (地酒), sake van de lokale brouwer.
- Happo Seishu (発泡清酒) of Sparkling sake, een mousserende soort sake.

## Typen sake
Ook is er een indeling in typen sake. Deze soorten sake krijgen vaak niet de titel mee van de kwaliteit die ze vertegenwoordigen, maar van de manier waarop ze gemaakt of verder behandeld zijn. De typen sake worden verder ingevuld met sake die kenmerkend is voor een bepaald seizoen of festiviteit. Wanneer sake tot de twee groepen van kwaliteitssake behoort staat dat ook altijd op de fles vermeld.

## Serveermethoden

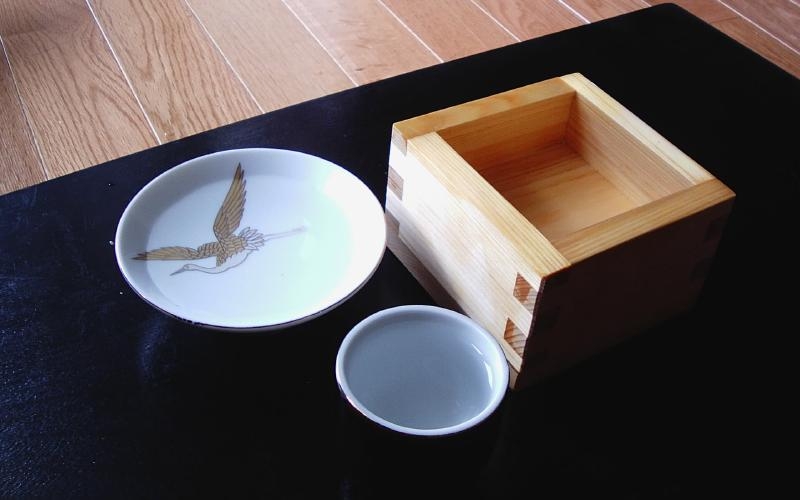
Linksboven bevindt zich een sakazuki (杯), rechts boven een masu (枡升) en beneden een ochoko (お猪口)

In Japan wordt sake koud (reishu 冷酒), op kamertemperatuur (jōon 常温), warm of zelfs heet geserveerd (atsukan 熱燗), afhankelijk van de voorkeur van de drinker, de kwaliteit van de sake en het seizoen. Warme sake wordt traditioneel tussen het Chrysantenfestival (negende dag van de negende maand) en het perzikbloesemfestival (derde dag van de derde maand) gedronken. Het is daarmee een van de weinige alcoholische dranken die warm worden gebruikt (andere soorten zijn punch en glühwein). Het opwarmen van sake kan helpen met het verdoezelen van de smaak van sake van lage kwaliteit. Deze methode werd populair in de Tweede Wereldoorlog, aangezien de meeste sake toen van zeer lage kwaliteit was door het gebrek aan goede ingrediënten.
Sake wordt geserveerd in kleine kopjes genaamd ochoko (お猪口). Meestal wordt de sake uit een keramische flacon genaamd tokkuri (徳利) geschonken. Tijdens huwelijken of andere speciale gelegenheden drinkt men vaak uit ceremoniële kopjes genaamd sakazuki (杯). Het drinken uit iemand anders zijn kopje wordt gezien als een teken van vriendschap, of een eer voor iemand van een lagere status.
Een andere methode van serveren is een soort houten doosje genaamd masu (枡升), traditioneel uit Japans cederhout. Het volume van een masu is precies 180 ml, gelijk aan de hoeveelheid dagconsumptie rijst in het verleden. De masu wordt gebruikt bij speciale gelegenheden zoals de Kagami Biraki om mee te proosten. Vaak is de naam van de speciale gelegenheid of de naam van de sakebrouwer die de sake gemaakt heeft waarmee geproost wordt ingegraveerd.
Tegenwoordig wordt sake steeds meer in een soort van wijnglas geserveerd en beroemde glasmakers zoals Sophienwald, Riedel en Lehmann hebben hiervoor zelfs speciale sakeglazen ontwikkeld.
Volgens de traditie schenkt men niet in voor zichzelf (tejaku 手酌). Het is de bedoeling dat de leden van het gezelschap voor elkaar inschenken (shaku 酌). Tegenwoordig is deze regel wat lakser geworden, maar nog steeds aanwezig bij formelere gelegenheden.
Sake kan ook gebruikt worden voor cocktails, zoals de Saketini en Sake Bomb.

## Berging
In het algemeen is het best om sake gekoeld rechtopstaand in een koele of donkere kamer te bewaren. Blootstelling aan hitte en rechtstreeks licht zorgt dat de sake bederft. Sake die bij kamertemperatuur wordt bewaard wordt bij voorkeur binnen een paar maanden na aankoop geconsumeerd.
Nadat een fles sake is geopend is het mogelijk om de rest van de sake in een koelkast te bewaren, maar het wordt aangeraden om hem binnen zeven dagen te consumeren. Nadat een fles sake is geopend begint de sake te oxideren en dit bederft de smaak. Sake die lang open heeft gestaan kan men gebruiken bij het koken of marineren van voedsel.

## Seizoensgebondenheid
Een populair symbool geassocieerd met sake is de sugidama (杉玉), een bal gemaakt van de bladeren van de Japanse ceder. Vroeger hing men deze aan de ingang van een sakebrouwerij wanneer er nieuwe sake werd gebrouwen. De naaldachtige bladeren zijn eerst groen en verkleuren geleidelijk aan tot bruin. Dit verwijst naar de rijping van sake.
Sake die op Nieuwjaar gedronken wordt noemt men shishu (新酒, "nieuwe sake").
Oorspronkelijk transporteerde men sake bij voorkeur in de koele lente, om te voorkomen dat de hitte van de zomer de sake zou bederven. Een tweede moment om sake te transporteren was de herfst.
Op 1 oktober is het World Sake Day (日本酒の日).

## Ritueel gebruik

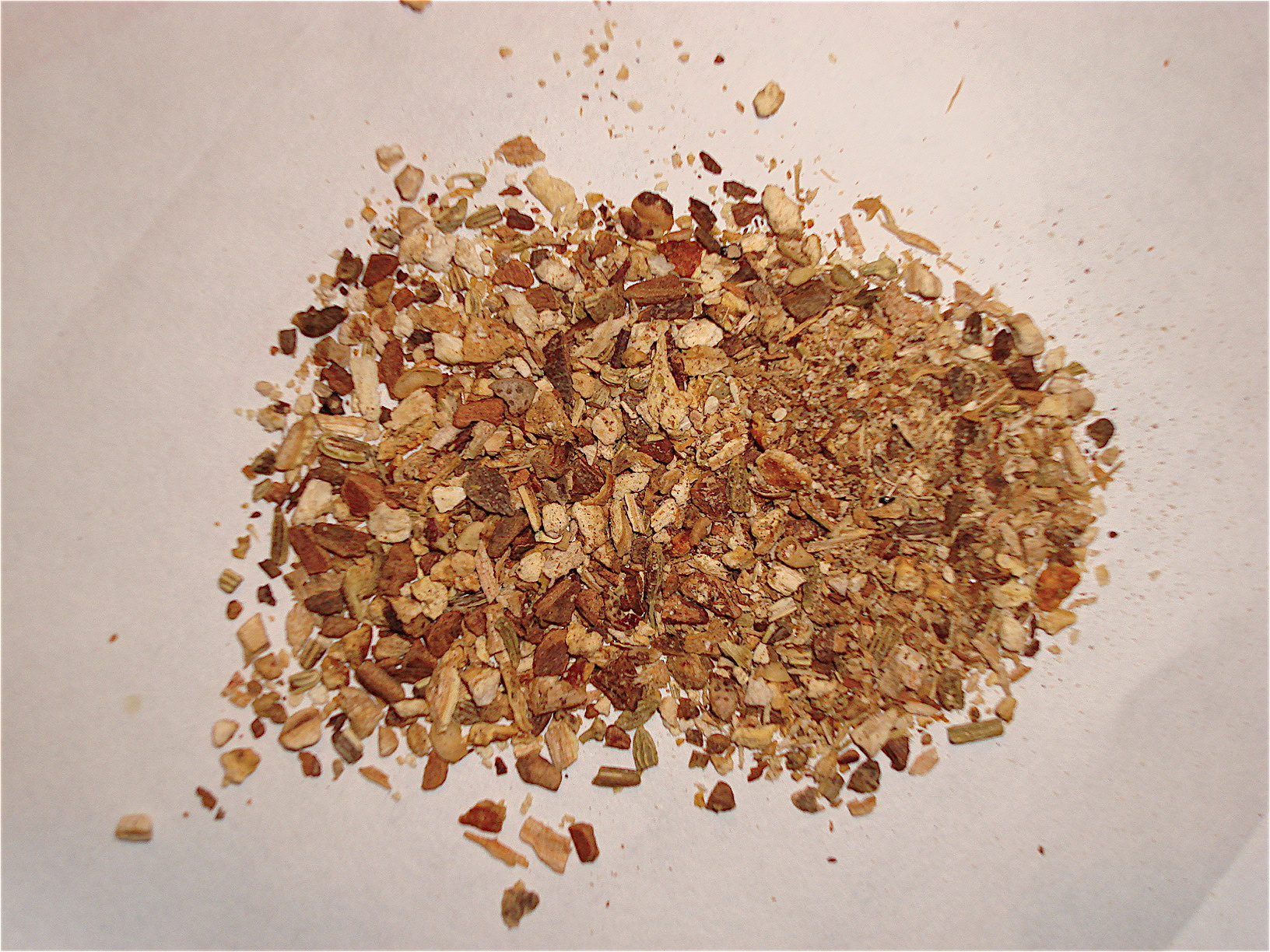
Tososan (屠蘇散)

Sake wordt vaak gedronken als deel van een Shintoreinigingsritueel (te vergelijken met het gebruik van rode wijn in de eucharistie).
In de Tweede Wereldoorlog dronken kamikazepiloten sake voordat ze hun missie uitvoerden.
Tegenwoordig worden vaten sake opengemaakt tijdens Shintofestivals en -ceremonies, of bij sportoverwinningen. De sake wordt dan gratis uitgedeeld om geluk te brengen. Deze festiviteit staat bekend als Kagami Biraki (鏡開き) en Kagami Wari. De sake die men hiervoor gebruikt heet iwai-zake (祝い酒; "feestelijke sake").
Op Nieuwjaar drinkt men een speciale sake genaamd toso (屠蘇), een soort iwai-zake. Het wordt gemaakt door tososan (屠蘇散), een pittige Chinese kruidenmix, in de sake te laten weken. Ook kinderen drinken een kleine hoeveelheid hiervan. Afhankelijk van de regio drinkt het jongste familielid eerst en het oudste laatst, of andersom. Deze traditie werd geïntroduceerd door keizer Saga in de 9e eeuw.

## Gezondheidsvoordelen
De aminozuursamenstelling in sake stimuleert de hersenen en het immuunsysteem. Aminozuren in sake zouden het risico op kanker verminderen. De droesem van sake genaamd kasu (粕) stimuleert de NK-cellen. Het is bewezen dat sake de hersenactiviteit stimuleert, de serumconcentratie van HDL-cholesterol verhoogt, de doorbloeding verbetert en helpt bij het oplossen van bloedstolsels. Dankzij deze eigenschappen voorkomt sake arteriosclerose, angina, hartinfarcten en geheugenverlies. Ook werd aangetoond dat sakeconsumptie in kleine hoeveelheden (3-6 porties per week) bij vrouwen het risico op osteoporose vermindert.